# Nierembergia tucumanensis
Nierembergia tucumanensis ist eine Pflanzenart aus der Gattung der Weißbecher (Nierembergia) in der Familie der Nachtschattengewächse (Solanaceae).

## Beschreibung
Nierembergia tucumanensis ist eine aufrecht wachsende Pflanze mit einer Wuchshöhe von etwa 40 cm. Die Laubblätter sind schmal elliptisch, sie erreichen eine Länge von 12 bis 25 mm und eine Breite von 1 bis 1,6 mm.
Die Blüten stehen an 1,5 bis 2,2 mm langen Blütenstielen. Der Kelch erreicht eine Länge von 13 bis 15,5 mm und ist mit spitz-linealischen, 5 bis 6,5 mm langen Kelchzipfeln besetzt. Die Kelchröhre ist auf etwa der Hälfte der Länge membranartig. Die Krone ist glockenförmig, der Kronsaum hat einen Durchmesser von 22 bis 25 mm, die Kronröhre ist 11,5 bis 14 mm lang. Im Inneren des Kronsaums ist an den Interkostalfeldern eine Behaarung aus mit Köpfchen versehenen Trichomen vorhanden. Es sind drei kleine, zusammengeneigte Staubblätter mit kleinen Staubbeuteln und zwei deutlich größere Staubblätter mit großen Staubbeuteln vorhanden. Der Griffel ist in die Richtung entgegensetzt zu den Staubblättern gebogen, unterhalb der breiten Narbe ist der Griffel leicht verbreitert.
Die Chromosomenzahl beträgt 2n = 16.

## Vorkommen
Die Art ist ein Endemit der Sierra de Belén, Sierra de Aconquija und Cumbres Calchaquíes in den argentinischen Provinzen Catamarca und Tucumán.

## Systematik und botanische Geschichte
Die Art wurde 1941 von Aníbal Roberto Millán erstbeschrieben.